# Magydaris pastinacea
Magydaris pastinacea är en flockblommig växtart som beskrevs av Adriano Fiori och Giulio Paoletti. Magydaris pastinacea ingår i släktet Magydaris och familjen flockblommiga växter. Utöver nominatformen finns också underarten M. p. femeniesii.

## Bildgalleri

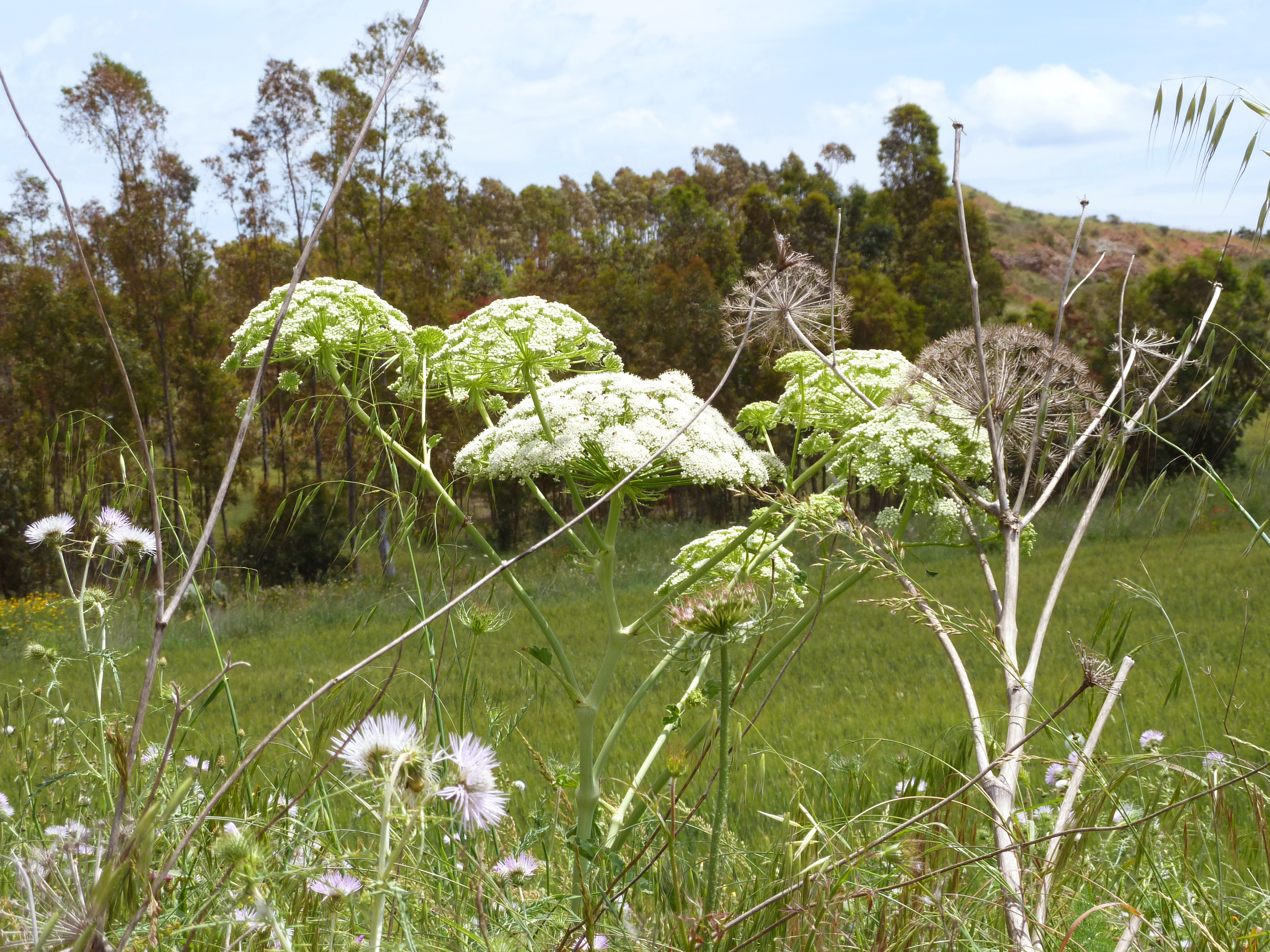
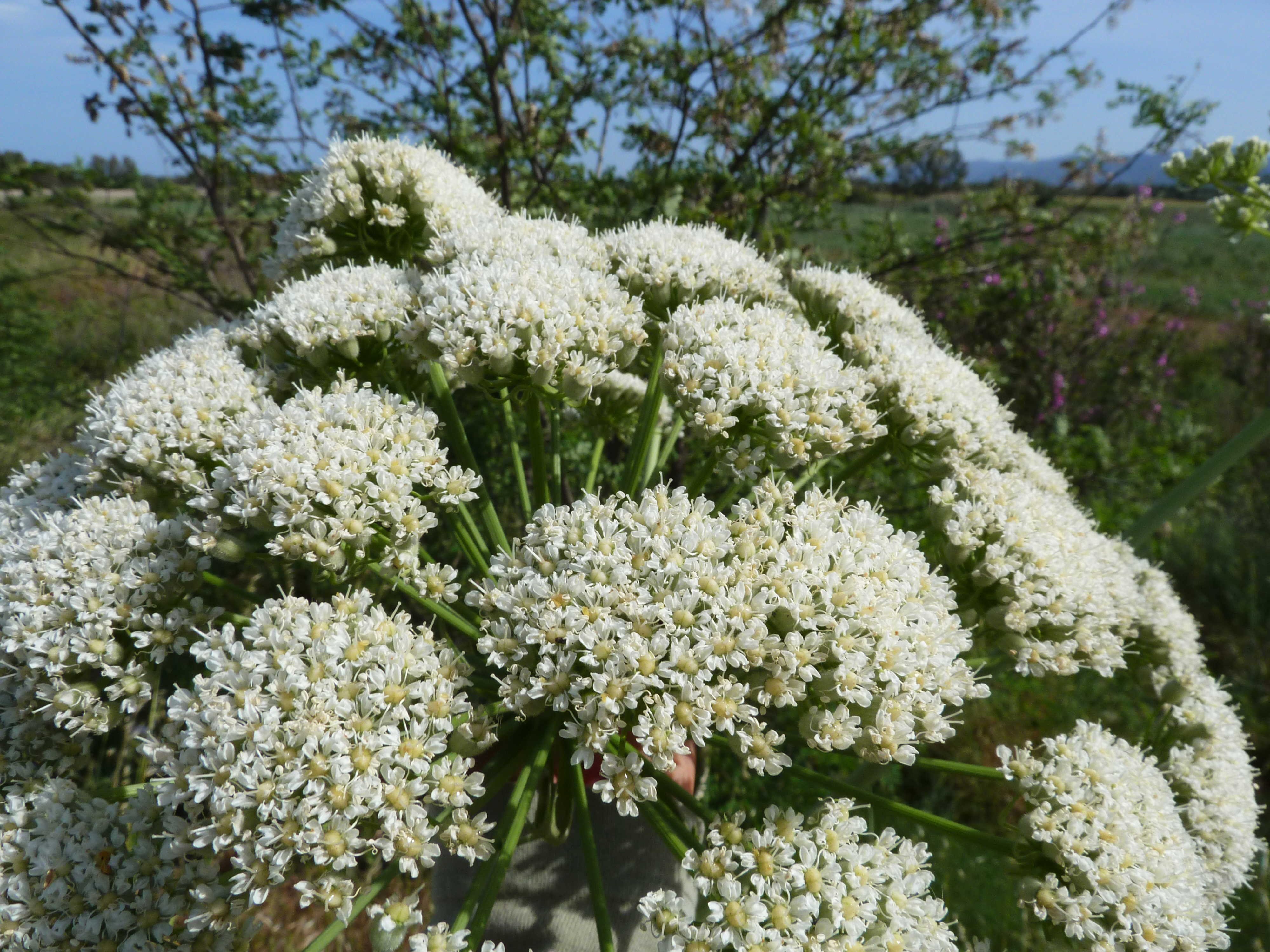
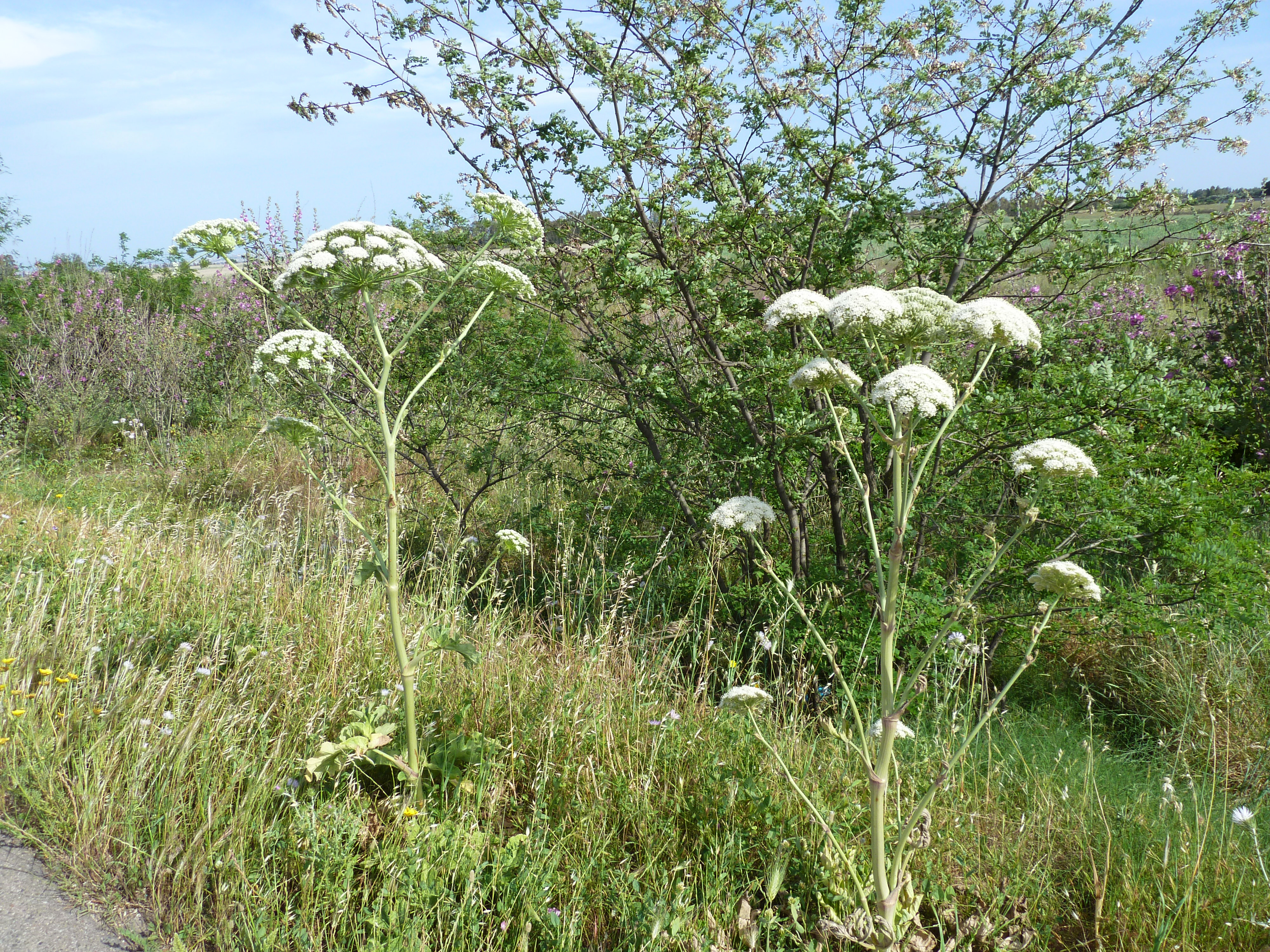